# Gérard Crombac
Gérard „Jabby” Crombac (ur. 7 marca 1929 w Zurychu, zm. 18 listopada 2005 w Paryżu) – szwajcarski dziennikarz sportów motorowych.

## Życiorys
W 1954 roku zakupił Lotusa Mk4, który był własnością Colina Chapmana, i zaczął się nim ścigać. Wkrótce nawiązał długą przyjaźń z Chapmanem. Ściganie porzucił w 1958 roku.
W 1959 roku wraz z Jeanem Lucasem zaczął zarządzać interesami Jo Schlessera. W 1962 roku Crombac wraz z Lucasem założył czasopismo "Sport-Auto" i do 1989 roku był jego redaktorem naczelnym.
Dzielił mieszkanie z Jimem Clarkiem, gdy ten mieszkał w Szwajcarii z powodów podatkowych.
Crombac miał wraz z żoną Catherine syna Colina Jamesa, którego imiona pochodzą od bliskich przyjaciół Crombaka, Colina Chapmana i Jima Clarka.
W 1986 opublikował biografię Chapmana pt. Colin Chapman: The Man and His Cars.
Zmarł w hospicjum w Paryżu 18 listopada 2005 roku po długiej walce z rakiem. Jego pogrzeb odbył się 28 listopada 2005 roku w krematorium na cmentarzu Père Lachaise w Paryżu. W sierpniu 2007 roku zgodnie z jego życzeniem jego prochy zostały rozsypane w Saint-Tropez.